# Широк Сокак
Широк Сокак — центральна вулиця в Битолі, другому за розміром місті в Північній Македонії. Одна з найдовших вулиць, є пішохідною. Тягнеться з півночі на південь. Пролягає від Майдану Магнолії на півночі до вулиці Партизанської на півдні, за якою починається Міський парк Битоли. Прилучаються вулиці Кирила й Мефодія, Лазо Трповського, Віденська, Пеце Матичевського, Маркса й Енгельса, Димітара Ілієвського-Мурато, Елпіди Караманді, Солунська, святого Климента Охридського. На вулиці розташовані численні ресторани, кафе, готелі, магазини, декілька іноземних консульств. На Широк Сокак виходять Нова мечеть, Мечеть Ісака, Національний театр, Будинок офіцерів, Музей Битоли, католицька церква Святого Серця, Церква святого Димитрія.

## Назви
За османського правління вулиця носила ім'я Абдул Гаміда, а з 1908 — вулиця Свободи. За сербського правління — короля Петра, за болгарської окупації — царя Бориса, за югославського режиму — маршала Тіто.

## Історія

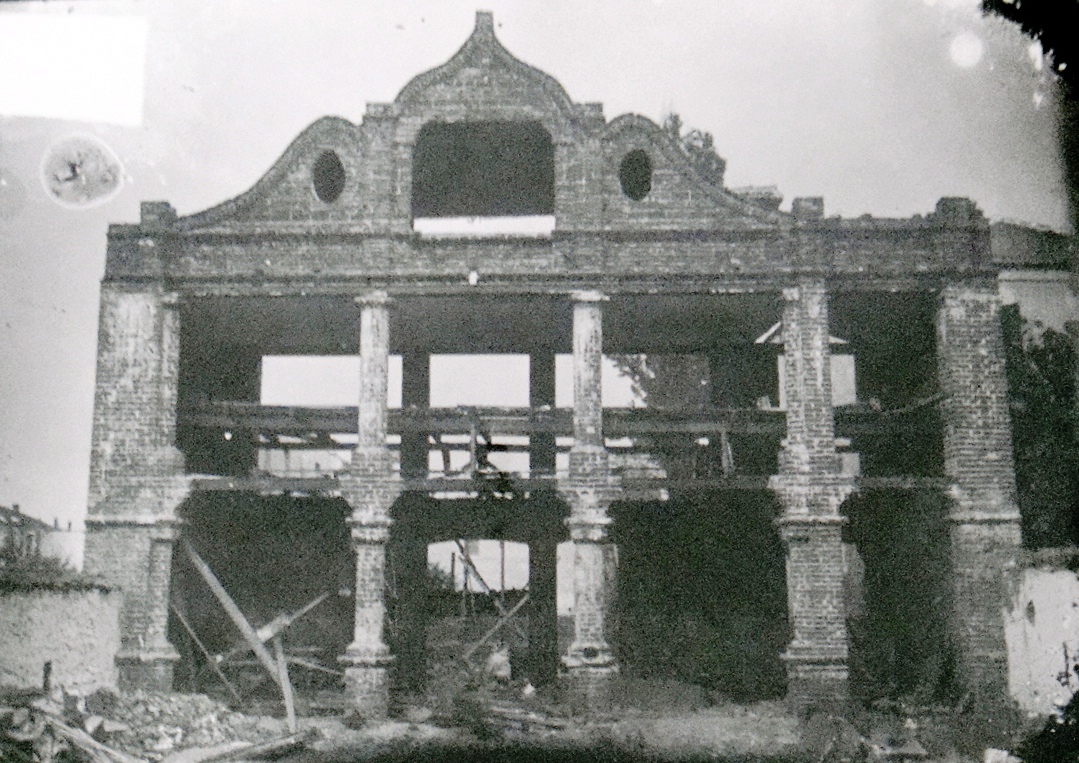
Кінотеатр Манакі під час будівництва

У 1904 році ділянку на Широк Сокак купили брати Манакі — піонери фотографії та кінематографії на Балканах. У 1905 році вони відкрили там своє фотоательє. У 1921 році вони відкрили там перший літній кінотеатр у Битолі, а 1922 — повноцінний кінотеатр, який проіснував до 1939 року, після чого згорів.
У 1920-ті роки в будинку 61 збиралися члени Товариства друзів Франції.
У югославський період між 1950-ми та 1970-ми роками Битольська міська рада розглядала питання житлової забудови центру міста. Зокрема було запропоновано зберегти історичну забудову правої частини вулиці, яка тоді носила назву Маршала Тіто, проте знести більшість будинків правого боку вулиці, зокрема між Великим та Малим майданами, з метою розширення проїзної частини. Проти такого рішення жорстко виступив член міської ради кардіолог Йован Калаузи, який наполягав на збереженні «європейського образу» міста. Таким чином вдалося зберегти чимало старих будівель.

## Установи

### Готелі

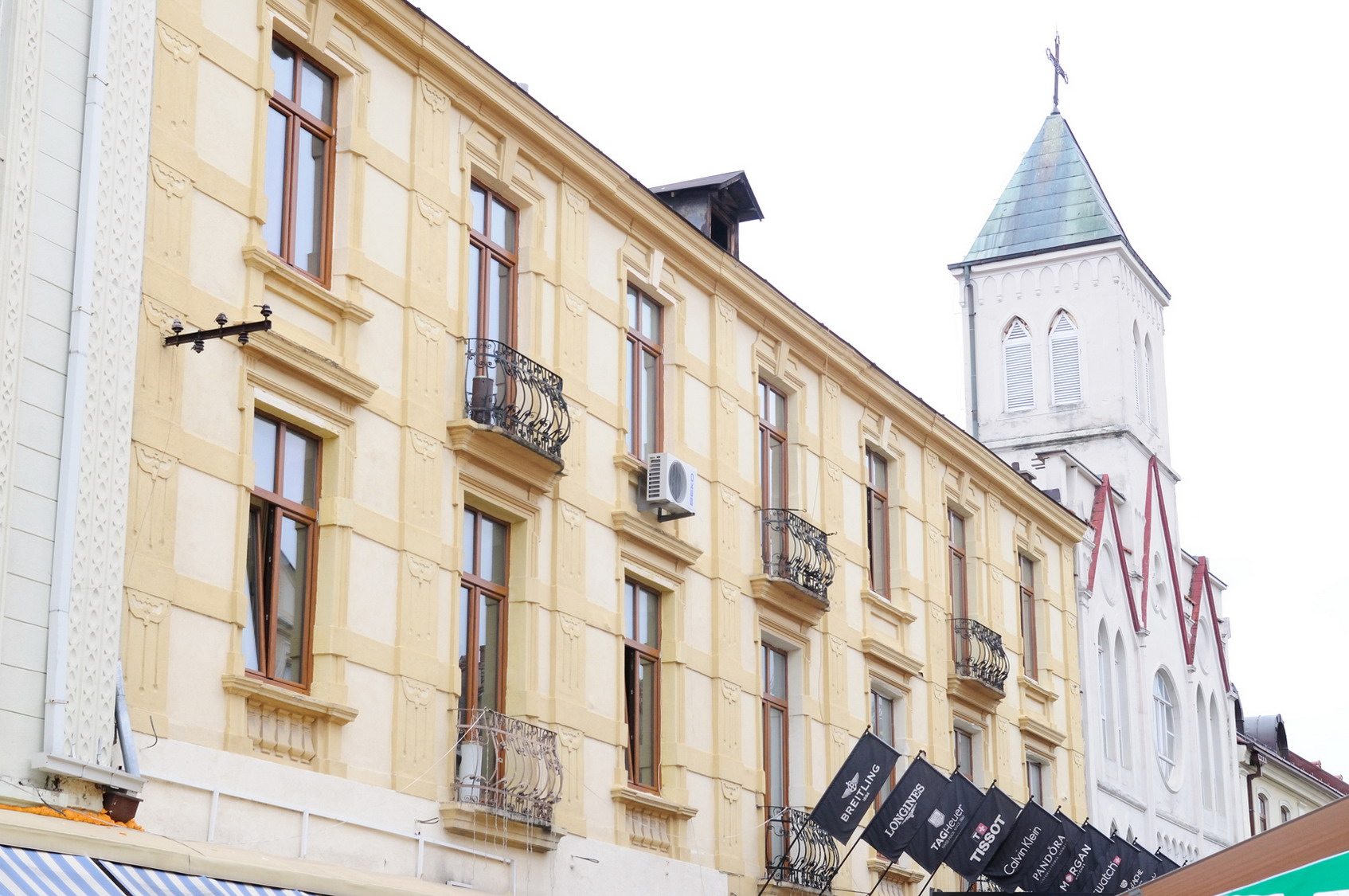
Будинок, де містився готель «Локанда»

На початку XX століття на вулиці було чимало готелів.
Одним з найстаріших був готель «Локанда», який розташовувався ліворуч від католицької церкви Святого серця.

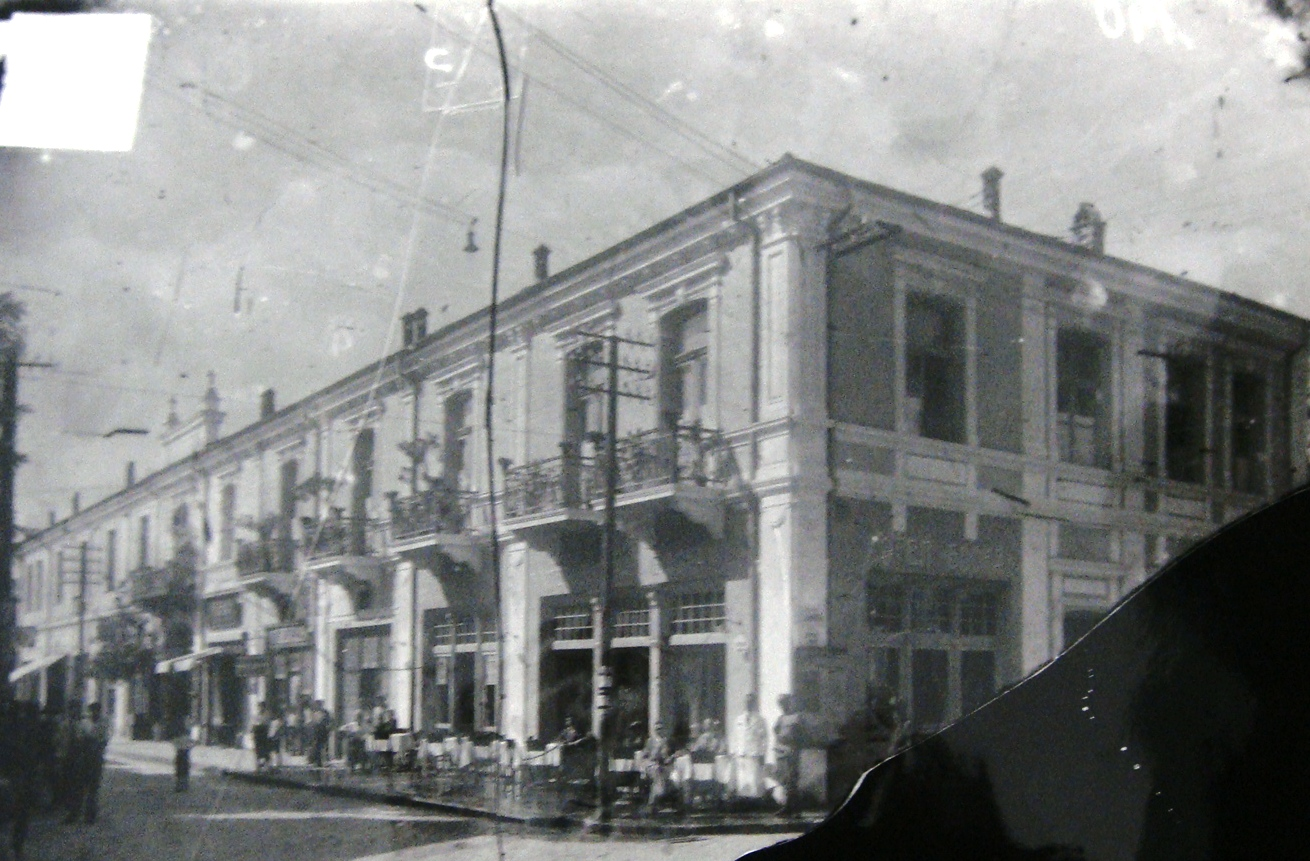
Готель «Боснія»

Готель «Оттоман», пізніше називався «L'Orient», «Shark» і «Боснія» розташовувався попереду сучасного будинку культури та містив від 10 до 20 кімнат, побудований приблизно в 1880 році, перша згадка від 1890 року. Будівля використовувалася як офісна після Першої світової війни, 1930 року там містилася Російська бібліотека, а наприкінці 1930-х вона згоріла. Також у готелі у 1897—1909 і 1912—1924 давав вистави битольський театр через відсутність у нього власної будівлі.
Неподалік розташовувалися готелі «Європа» і «Белград». «Белград» знаходився у будинку № 104, поряд з будинком, де мешкали брати Манакі (№ 102), неподалік від перетину з сучасною вулицею Солунською, де на початку XX століття був кам'яний міст. Готель «Європа» не зберігся.
Готель «Конституція», який з 1912 року називався «Синтагма», був розташований поруч з теперішнім будинком ветеранів ОЗНА, за декілька будинків на південь від трьох інших готелів. Сам будинок ОЗНА зведений на місці готелю або ресторану «Рояль», що мав літній сад, навпроти був кінотеатр «Манакі».

### Консульства
Широк Сокак з кінця XIX століття мав репутацію «вулиці консульств». Тоді на вулиці були розташовані французьке, австро-угорське (будинок № 37), сербське консульства. На початку XXI століття на вулиці розташовані чимало консульств, зокрема сербське (будинок № 91), румунське, словенське, французьке (будинок № 62), російське (будинок № 28).

## Майдан Магнолії
Майдан Магнолії є центральним майданом Битоли. Значна частина майдану являє собою громадський парк. Тут розташовані важливі архітектурні пам'ятки, зокрема Годинникова вежа, Нова мечеть, Мечеть Ісака, Церква святого Димітрія, пам'ятник Філіппу II, фонтан. На заході площа обмежена вулицею Йорго Османо, а на півночі — вулицею Першого травня та річкою Драгор.

## Визначні будівлі
- Мечеть Ісака[mk]
- Годинникова вежа
- Церква святого Димітрія[mk]
- Собор Святого Серця[en]
- Будинок «Магнолія»[bg] (№ 37)

До переліку культурної спадщини Північної Македонії занесено всю вулицю загалом, а також низку будинків: №№ 58, 56, 54, 42, 42а, 44а, 52, 48, 32, 34, 37, 46,  65, 28, 30, 42б, 41, 49, 77, 43, 111, 82, 99, 97, 84а, 88, 103, 105, 109.

## Монументи
- Пам'ятник Філіппу II
- Меморіальна дошка Круму Хололчеву (1915—1986), декану інженерного факультету Університету Кирила й Мефодія у 1952—1953 та 1963—1965 роках, на будинку № 130.[8]
- Меморіальна дошка Жіночому споживацькому товариству на будинку № 130
- Меморіальна дошка Мілтону Манакі на будинку № 102

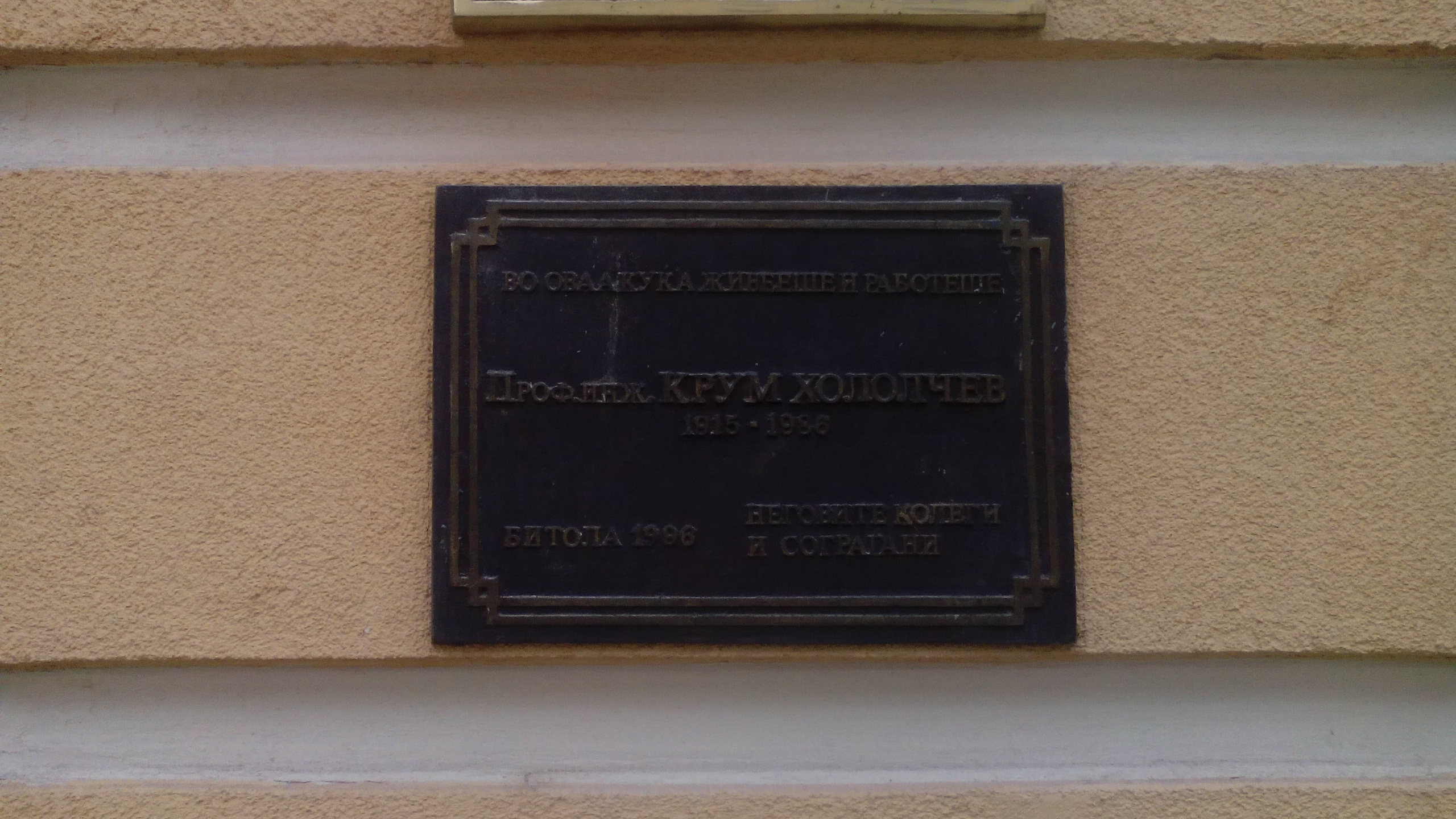
Меморіальна дошка Круму Хололчеву
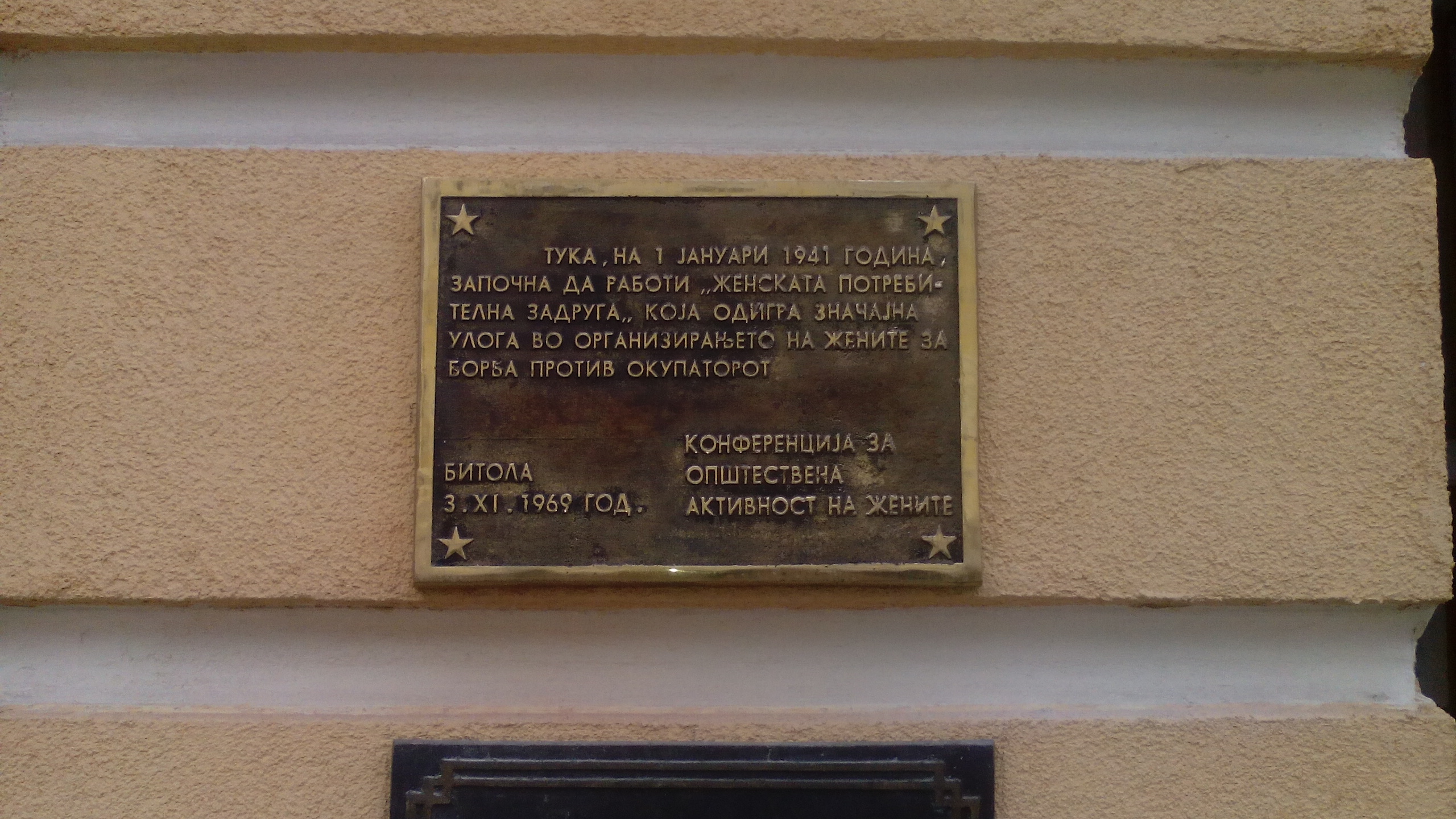
Меморіальна дошка жіночій організації під час Другої світової війни
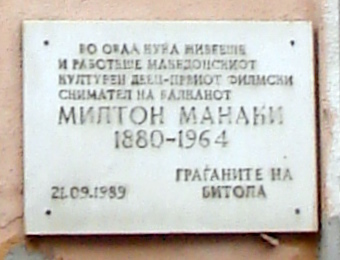
Меморіальна дошка Мілтону Манакі